# Blu Jet
Blu Jet è una società del gruppo Ferrovie dello Stato Italiane che si occupa del solo traghettamento dei passeggeri nello Stretto di Messina.

## Storia
Costituita nell'agosto 2018, è entrata in attività il 1º maggio 2019 e nasce dalla scissione del ramo d'azienda di Bluferries che si occupava del trasporto dei passeggeri con mezzi veloci.

## Flotta
Di seguito sono elencate le imbarcazioni monocarena per il trasporto di soli passeggeri impiegate dalla compagnia per il traghettamento veloce fra i porti di Messina e Villa San Giovanni, in esercizio fino al 30 aprile 2019 per Bluferries, altra compagnia controllata dal gruppo.
| Nome          | Lunghezza m | Stazza | Velocità in nodi | Capacità passeggeri | Note                           |
| ------------- | ----------- | ------ | ---------------- | ------------------- | ------------------------------ |
| Selinunte Jet | 50          | 490    | 28,5             | 386                 |                                |
| Tindari Jet   | 50          | 490    | 28,5             | 386                 |                                |
| Eurofast      | 36,55       | 375    | 28               | 266                 | Noleggiato dalla Righetti Navi |
| Star          | 30          | 335    | 30               | 300                 | Noleggiato dalla Krilo.hr      |

## Flotta del passato
Di seguito sono elencate le imbarcazioni monocarena per il trasporto di soli passeggeri che sono state impiegate dalla compagnia per il traghettamento veloce tra i porti di Messina, Reggio Calabria e Villa San Giovanni. Terminato l'impiego, le imbarcazioni sono tornate alle rispettive compagnie.
| Nome                  | Lunghezza m | Stazza | Velocità in nodi | Capacità passeggeri | Note                                                               |
| --------------------- | ----------- | ------ | ---------------- | ------------------- | ------------------------------------------------------------------ |
| Salerno Jet           | 47          | 373    | 30               | 329                 | Noleggiato dalla NLG dal 2018 al 2023                              |
| Princess of Dubrovnik | 47          | 373    | 30               | 260                 | Noleggiato dalla TarNav dal 2018 al 2023                           |
| Nautilus              | 47          | 375    | 30               | 329                 | Noleggiato dalla Righetti Navi nei mesi invernali dal 2020 al 2025 |

## Rotte
- MESSINA PORTO STORICO - VILLA S.GIOVANNI e viceversa (durata della traversata 20 minuti)[3]